# Sergio Varisco
Sergio Fausto Varisco (Paraná, Entre Ríos; 10 de julio de 1960-Ib.; 27 de mayo de 2021) fue un político argentino, miembro de la Unión Cívica Radical. Diputado nacional por Entre Ríos (2005-2009), ocupó la intendencia de Paraná entre 1999 y 2003, resultando nuevamente electo para el cargo en 2015 por Cambiemos, desempeñándolo desde el 10 de diciembre hasta diciembre de 2019. Fue además candidato a gobernador de la UCR en 2003, sin resultar elegido.
El 30 de diciembre de 2019 fue condenado a seis años y medio de prisión como "partícipe necesario" del delito de comercialización de estupefacientes, lavado de dinero y narcotráfico, junto a otros 25 referentes de Cambiemos a nivel provincial.

## Biografía
Fue hijo de Humberto Varisco, quién ocupó la intendencia paranaense en 1983, con el retorno a la democracia.
Asistió a la Universidad Nacional del Litoral, donde estudió, sin finalizar, matemática aplicada. En 1979 se afilia al radicalismo, dentro de la UCR fue presidente de la Juventud, del comité de Paraná y del comité de Entre Ríos.
En 1999 fue elegido intendente de Paraná, ocupando el cargo hasta 2003, cuando se presentó como candidato a gobernador en las elecciones provinciales. En las mismas, quedó en segundo lugar con el 34.49 % de los votos. Entre 2005 y 2009 se desempeñó como diputado nacional.
En las elecciones de 2015 fue nuevamente elegido intendente de Paraná, asumiendo el cargo el 10 de diciembre de ese año. También se lo denunció por usar un supuesto dinero de la municipalidad para financiar su campaña en las elecciones de 2019.
En 2019 confirmó su precandidatura para su cuarta reelección en la intendencia de Paraná, en las elecciones primarias, abiertas, simultáneas y obligatorias (PASO) contra Emanuel Gainza, del partido Propuesta Republicana (PRO), en la interna de la alianza Cambiemos. En las elecciones primarias del 14 de abril de 2019, Varisco derrotó por amplio margen a Gainza y se ubicó en segundo puesto en el total de candidatos (por detrás del justicialista Adán Bahl), siendo de este modo candidato de la alianza Cambiemos para las elecciones generales del 9 de junio.
Falleció la mañana del 27 de mayo de 2021 a la edad de sesenta años a causa de una neumonía grave.

## Controversias
En diciembre de 2003 sufrió un accidente de tránsito con un camión, falleciendo una acompañante a bordo de su automóvil.
El 30 de diciembre de 2019 fue condenado a seis años y medio de prisión como "partícipe necesario" de un delito de comercialización de drogas.
En 2018 también fue procesado de defraudación a la administración pública y negociaciones incompatibles con el ejercicio de la función pública.
También se lo denunció por usar un supuesto dinero de la municipalidad para financiar su campaña en las elecciones de 2019, las cuales terminaría perdiendo contra Adan Bahl, sin embargo esta acusación por parte el PRO no logró prosperar.